# Gueorgui Mondzolevski
Gueorgui Grigórievich Mondzolevski (en ruso: Георгий Григорьевич Мондзолевский, en bielorruso: Георгій Рыгоравіч Мандзалеўскі) (Orsha, Unión Soviética, 26 de enero de 1934-28 de abril de 2024) fue un voleibolista soviético. Fue uno de los jugadores más dominantes a nivel internacional en los años 1950 y 1960 destacando sobre todo como gran colocador, aunque podía desempeñar otro tipo de posiciones.

## Carrera deportiva
Comenzó su carrera en el voleibol en 1951 en las filas del Burevestnik Odessa, equipo con el que obtuvo en 1956 la liga soviética. En 1958 ficha por el CSKA de Moscú con quien conseguiría un total de 6 ligas soviéticas además de 2 CEV Champions League, retirándose del deporte en 1969.
Con la selección soviética, Mondzolevski estuvo entre 1956 y 1968 consiguiendo dos medallas de oro olímpicas, 2 mundiales y un europeo.
Tras su retirada fue profesor en la Universidad Estatal minera de Moscú además de ser militar retirándose con el grado de teniente coronel
En 2012 es incluido en el Volleyball Hall of Fame junto a la rusa Lyudmila Buldakova, el neerdanlés Peter Blangé, el brasileño Mauricio Lima y los estadounidenses Jeff Stork y Mike Dodd.